# Scipione Ardoino Alcontres
Scipione Ardoino Alcontres (Messina, 2 februari 1715 – aldaar, 5 mei 1778) was een edelman en prelaat in het koninkrijk Sicilië, dat zoals het koninkrijk Napels bestuurd werd door het Huis Bourbon-Sicilië. Alcontres was er abt en territoriaal prelaat, titulair bisschop en aartsbisschop.

## Levensloop
Alcontres behoorde tot de prinselijke familie d’Alcontres e di Palizzi, van wie sommigen de titel droegen van Grande van Spanje. 
Alcontres trad in bij de priestercongregatie der theatijnen (1732). In 1736 volgde de priesterwijding.
Hij promoveerde later tot koninklijk adviseur en opperste hofkapelaan van koning Ferdinand IV. Dit laatste ambt ging gepaard met het bestuur van de territoriale prelatuur Santa Lucia del Mela (1767), een kleine kerkelijke abdijstaat nabij Messina die rechtstreeks onder pauselijk en koninklijk gezag viel.
Omwille van zijn adellijke afkomst stond Ferdinand IV toe dat Alcontres tot bisschop gewijd werd, iets wat Ferdinand tot nu toe geweigerd had bij vorige prelaten van Santa Lucia del Mela. Alcontres werd titulair bisschop van Zenopolis in Lycia, een ten onder gegaan bisdom in Klein-Azië (1768). Hij ontving de bisschopswijding in 1769, twee jaar na prelaat geworden te zijn. Zowel paus Clemens XIII als paus Clemens XIV verklaarden dat het bisschoppelijk gezag van Alcontres  ‘vere  nullius’ was, met andere woorden ‘echt van niemand’ van de Siciliaanse bisschoppen afhankelijk.
In 1771 besteeg Alcontres de aartsbischoppelijke troon van Messina en was hij geen titulair aartsbisschop meer. Hij bestuurde Messina tot zijn overlijden in 1778. Hij werd opgevolgd door Niccolò Ciafaglione uit de hertogelijke familie di Villabuona.

## Gedenksteen
In de Siciliaanse gemeente Barcellona Pozzo di Gotto hangt een marmeren plaat die eraan herinnert dat abt-prelaat Alcontres in 1769 de bisschoppelijke rang kreeg, weliswaar enkel in titel bisschop van Zenopolis in Lycia. De gedenksteen hangt in de Via Garibaldi aan de kerk San Vito, waar Spinelli, de toenmalige aartsbisschop van Messina, hem tot bisschop gewijd heeft. De gedenksteen werd op bevel van burgemeester don Francesco Franza aangebracht in 1769, het jaar van de bisschopswijding.